# Öppet arkiv
Öppet arkiv är en webb-TV-tjänst från Sveriges Television med innehåll ur företagets arkiv, exempelvis äldre TV-program och TV-serier. Den lanserades 21 mars 2005 som en del av Svt.se. Senare blev det en del av SVT Play och den 16 april 2013 nylanserades Öppet arkiv som fristående webbplats. Från och med juni 2017 började Sveriges Television kopiera över material från Oppetarkiv.se till SVT Play och i november 2020 meddelades att Öppet arkiv som fristående webbplats skulle stängas ned men att allt innehåll skulle finnas kvar i SVT Play. I april 2021 började den fristående webbplatsen omdirigera till Öppet arkiv på SVT Play.

## Innehåll och tillgänglighet
Öppet arkiv innehåller en mängd program, serier, filmer och videoklipp inom olika genrer. Det inkluderar sådant som visats på teckenspråk och minoritetsspråk i Sverige. En del innehåll är textat, däremot saknar program före 1978 och barnprogram före 1995 textning och måste nytextas, vilket tar tid enligt SVT.
Avtalsrättigheterna omfattar det mesta som SVT producerat och som sänts före 1 juli 2005 och tillåter endast visning i Sverige. Utöver det händer att något helt eller delvis inte publiceras av rättighetsskäl eller med hänsyn till medverkande. Till och med 2015 fanns ingen tidsgräns för hur länge innehåll skulle finnas tillgängligt för allmänheten. I januari 2016 ändrades detta i samband med ett nytt rättighetsavtal. Arkivet uppdateras fortlöpande och allmänheten kan önska innehåll i Öppet arkiv genom att kontakta Öppet arkivs redaktion på Sveriges Television.
Öppet arkiv har tekniskt stöd för Chromecast och Apples Airplay.

## Historik

### Första versionen (2005–2013)
Första versionen av Öppet arkiv lanserades den 21 mars 2005 för att uppfylla ett av SVT:s nyårslöften. Den skapades som en avdelning på svt.se och blev senare en del av SVT Play där allmänheten kunde se olika klipp ur SVT:s arkiv. I arkivet ingick gamla journalfilmer, barnprogram som Humle och Dumle, faktaprogram som Fråga Lund, sammanställningar kring stora nyhetshändelser (folkomröstningen om kärnkraften, Anna Lindh-mordet, Berlinmurens fall etc.), nöjesprogram som Gäst hos Hagge med mera.
Arkivets utbud begränsades av att man bara kunde lägga ut inslag där SVT ägde alla rättigheter, vilket gjorde att program som exempelvis innehöll musik eller skådespelarinsatser inte kunde publiceras alls.

### Andra versionen (2013–)

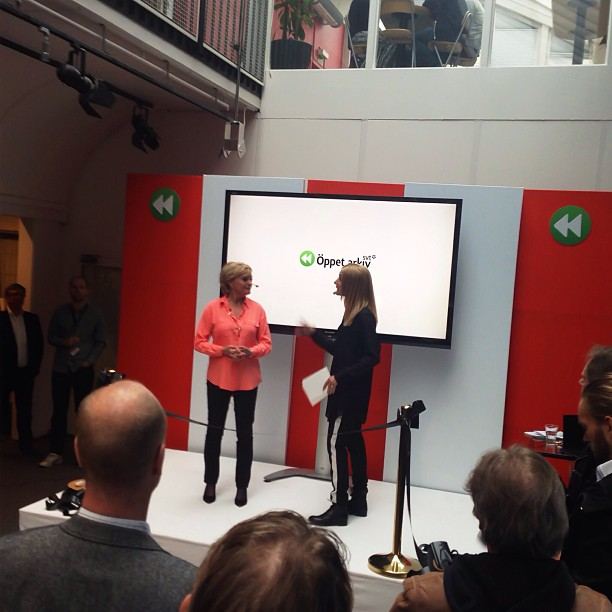
Victoria Dyring (till höger) leder den officiella invigningen av "nya" Öppet arkiv i april 2013.

SVT hade uttryckt en vilja att tillgängliggöra större delar av sitt arkiv, men var förhindrade att göra detta eftersom det var svårt att klarera och finansiera rättigheter för TV-program på ett effektivt sätt. En lagändring krävdes för att det skulle bli lättare att teckna avtalslicenser för TV-program, och under år 2012 slöts ett sådant avtal med upphovsrättsorganisationen Copyswede.
16 april 2013 gjordes Öppet arkiv om och blev en fristående webbplats där utbudet vidgades med klipp, program, serier och vissa spelfilmer i sin helhet. På dagen för nylanseringen fanns omkring 200 titlar tillgängliga. I samband med nylanseringen lanserades även en tillhörande blogg med nyheter, sammanställningar, intervjuer, omröstningar och tävlingar.
I januari 2016 löpte det ursprungliga avtalet mellan SVT och rättighetsorganisationerna ut och ett nytt började gälla. Enligt det tidigare avtalet fanns alla program tillgängliga utan tidsbegränsning, men det nya avtalet innebar begränsningar som medförde att en del av innehållet bara fick publiceras med tidsbegränsning. Däremot skulle en del innehåll utgöra ett basutbud som är tillgängligt "tills vidare". På grund av den förändringen försvann många titlar från Öppet arkiv den 13 januari 2016, vilket var en knapp vecka efter att det nya avtalet tillkännagavs och i samband med att första tidsgränsen löpte ut. Enligt Öppet arkivs dåvarande blogg sågs innehållet över och populära titlar skulle komma tillbaka på Öppet arkiv men då eventuellt under en begränsad tid.
Den 1 april 2017 trädde ett nytt avtal trädde i kraft som ger möjlighet till fler tillgängliga titlar i arkivet samtidigt och ett dubbelt så stort basutbud jämfört med det tidigare avtalet. Däremot är fortsatt en del av utbudet tidsbegränsat medan en stor del är så kallat "tills vidare"-utbud.

### Tillbakaflytten till SVT Play
Från och med juni 2017 började SVT att tillgängliggöra delar av material från Öppet arkiv i SVT Play, vilket gjorde det möjligt att ta del av programmen via andra plattformar och appar. I november 2020 meddelade Sveriges Television att Öppet arkivs egen webbplats skulle komma att stängas ned men att utbudet ska finnas kvar i SVT Play. Inledningsvis fanns det kompletta utbudet av tekniska skäl bara på webbplatsen och inte i appar, och själva inflyttningen på SVT Play skedde till följd av önskemål från användarna och i syfte att förbättra tillgänglighet och videokvalitet.
Den 7 april 2021 omdirigerades Öppet arkivs tidigare webbplats till SVT Play. Den fristående webbplatsen stängdes ned främst på grund av ekonomiska orsaker och underhållssvårigheter.

## Kostnad och finansiering
Starten av andra versionen av Öppet arkiv finansierades ett extra tillskott från regeringen på runt 60 miljoner för åren 2012–2013. Vid starten uppskattade dåvarande VD Eva Hamilton att man behövde 40 miljoner om året för att betala de upphovsrättsavgifter som krävs för att webbplatsen ska kunna hållas öppen.

## Källhänvisningar
1. 1 2  ”Nu finns hela Öppet arkivs utbud på svtplay.se”. Sveriges Television. 2 november 2020. Arkiverad från originalet den 10 december 2020. https://web.archive.org/web/20201210061927/https://kontakt.svt.se/guide/nu-finns-hela-oppet-arkivs-utbud-pa-svtplayse. Läst 9 december 2020.
2. 1 2  ”Nu har oppetarkiv.se stängt”. Sveriges Television. 7 april 2021. Arkiverad från originalet den 10 april 2021. https://web.archive.org/web/20210410203447/https://kontakt.svt.se/guide/nu-stanger-vi-oppetarkivse. Läst 10 april 2021.
3. 1 2  ”Frågor & svar om Öppet arkiv”. SVT Öppet arkiv. Arkiverad från originalet den 9 januari 2016. https://web.archive.org/web/20160109051731/http://blogg.svt.se/oppet-arkiv/kategorier/fragor-svar-om-oppet-arkiv/. Läst 25 december 2015.
4. 1 2 3 4  http://www.oppetarkiv.se/om-oppet-arkiv
5. ↑  SFS 2011:94 Lag om ändring i lagen (1960:729) om upphovsrätt till litterära och konstnärliga verk, 3 a kap., 42 g §
6. ↑  ”Det våras för Öppet arkiv”. SVT Interaktiv. 14 juni 2012. Arkiverad från originalet den 2 augusti 2015. https://web.archive.org/web/20150802171937/http://svti.svt.se/2012/06/det-varas-for-oppet-arkiv/. Läst 2 augusti 2015.
7. ↑  ””Öppna SVT:s arkiv och satsa på internet-tv””. DN Debatt. 22 februari 2011. https://www.dn.se/debatt/oppna-svts-arkiv-och-satsa-pa-internet-tv/.
8. ↑  ”Avtal mellan SVT och Copyswede för Öppet arkiv”. SVT Företagsnytt. 14 juni 2012. http://www.svt.se/omsvt/avtal-mellan-svt-och-copyswede-for-oppet-arkiv.
9. ↑  ”SVT Play utökas med arkivmaterial”. Dagens Nyheter. 16 april 2013. https://www.dn.se/kultur-noje/film-tv/svt-play-utokas-med-arkivmaterial/. Läst 25 december 2015.
10. ↑  ”Arkiverade kopian”. Arkiverad från originalet den 5 januari 2016. https://web.archive.org/web/20160105011612/http://blogg.svt.se/oppet-arkiv/. Läst 25 december 2015.
11. ↑  Nytt år, nya möjligheter Arkiverad 26 maj 2016 hämtat från the Wayback Machine., 7 januari 2016, Öppet arkiv
12. ↑  Dubbelt så mycket nostalgi med nytt avtal Arkiverad 20 oktober 2017 hämtat från the Wayback Machine.. SVT Öppet arkiv-bloggen. 21 april 2017. Läst 28 april 2017.
13. ↑  Nu finns Öppet arkiv i SVT Play, Vipåtv, 19 juni 2017
14. ↑  ”Öppet arkiv”. Arkiverad från originalet den 9 december 2020. https://web.archive.org/web/20201209225509/https://www.oppetarkiv.se/. Läst 12 december 2020.
15. ↑  ”Arkiverade kopian”. Sydsvenskan. 21 september 2011. Arkiverad från originalet den 2 augusti 2015. https://web.archive.org/web/20150802172627/http://www.sydsvenskan.se/kultur--nojen/svt-arkiv-oppnas-for-allmanheten/. Läst 2 augusti 2015.
16. ↑  ”Tv-klassiker läggs ut på nätet”. Dagens Nyheter. 14 juni 2012. https://www.dn.se/kultur-noje/film-tv/tv-klassiker-laggs-ut-pa-natet/.
17. ↑  ”SVT Play utökas med arkivmaterial”. Dagens Nyheter. 16 april 2013. https://www.dn.se/kultur-noje/film-tv/svt-play-utokas-med-arkivmaterial/.